# Stawin
Stawin (niem. Friederikenfelde) – osada w Polsce położona w województwie zachodniopomorskim, w powiecie choszczeńskim, w gminie Choszczno. W latach 1975–1998 miejscowość administracyjnie należała do województwa gorzowskiego. W roku 2007 osada liczyła 135 mieszkańców. Osada wchodzi w skład sołectwa Stawin.

## Geografia
Osada leży ok. 2,5 km na północny zachód od Koplina, przy linii kolejowej nr 351.